# L'Usage de la vie
L'Usage de la vie est une pièce de théâtre de Christine Angot, créée en 1997 et publiée en 1998 chez Fayard. 
Dans sa réédition (1999) l'œuvre n'est pas présentée, à proprement parler, comme une pièce de théâtre, mais davantage comme un texte hybride : un récit ou une nouvelle, voire un court essai. 

## Historique
- 1997 : mise en scène de Dominique Lardenois, Théâtre Le Point du Jour, Lyon.
- 1998 : lecture d'Élizabeth Macocco, Festival d'Avignon, La Chartreuse.
- 1998 : publication aux éditions Fayard.
- 1999 : nouvelle édition aux éditions Mille et une nuits.

## Résumé
L'Usage de la vie est un monologue. Il se présente comme une réflexion (teintée de souvenirs) sur les liens qui unissent la transcendance que suppose l'écriture, à savoir l'imagination, et l'utilisation du matériau autobiographique (retranscription de la réalité dans toute sa crudité). En revenant sur l'importance de la langue et du style littéraire, le texte interroge l'origine de l'inspiration et du geste littéraire.

## Éditions
- L'Usage de la vie incluant Corps plongés dans un liquide, Même si et Nouvelle vague, Paris, Fayard, 1998.
- L'Usage de la vie, nouvelle édition augmentée, Paris, Mille et une nuits, 1999.